# Satyria carnosiflora
Satyria carnosiflora là một loài thực vật có hoa trong họ Thạch nam. Loài này được Lanj. miêu tả khoa học đầu tiên năm 1933.